# Celosia gracilenta
Celosia gracilenta är en amarantväxtart som beskrevs av Karl Suessenguth och Overkott. Celosia gracilenta ingår i släktet celosior, och familjen amarantväxter. Inga underarter finns listade i Catalogue of Life.